# 元平親王
元平親王（もとひらしんのう、生年不詳 - 天徳2年5月23日（958年6月12日））は、平安時代中期の皇族。陽成天皇の皇子。官位は三品・式部卿。

## 経歴
朱雀朝後期から村上朝前期にかけて弾正尹を、のち式部卿を務めた。天徳2年（958年）5月23日薨去。最終官位は式部卿三品。

## 官歴
- 天慶5年（942年） 正月5日：見弾正尹[1]
- 天暦2年（948年） 正月5日：見弾正尹[1]
- 天暦10年（956年） 6月19日：見式部卿[2]
- 天徳2年（958年） 5月23日：薨去（式部卿三品）[3]

## 系譜
『尊卑分脈』による。
- 父：陽成天皇
- 母：藤原遠長の娘
- 妻：生母不詳の子女
  - 男子：源兼名
  - 男子：女子